# Dermatite nummulare
La dermatite nummulare (nota anche come eczema discoide, eczema microbico, eczema nummulare, e neurodermatite nummulare) è una delle molte forme di dermatite. Conosciuta anche come dermatite discoide, è caratterizzata da lesioni pruriginose rotonde o ovali. 
L'etimologia del nome è da far risalire al termine latino "nummus", che significa "moneta".

## Presentazione
Il disturbo è ricorrente e cronico, e può comparire a qualsiasi età, anche se è più comune nelle persone intorno ai 60 anni. La dermatite nummulare non sembra essere una patologia geneticamente correlata, così come non sembra correlata ad allergie alimentari e non è contagiosa.
La lesione nummulare (a forma di moneta) può colpire qualsiasi parte del corpo, ma le gambe e glutei sono le aree più comunemente interessate. Le lesioni, rotonde e desquamanti, tendono a manifestarsi nel giro di alcune settimane. Il prurito è spesso associato. Riacutizzazioni delle lesioni sono spesso associate alla secchezza della pelle, per questo motivo la stagione invernale è un momento particolarmente difficile per le persone con questa condizione.
I pazienti presentano spesso la tendenza a sviluppare altre forme di malattie atopiche: dermatite atopica, asma e/o rinite allergica).

## Esame obiettivo

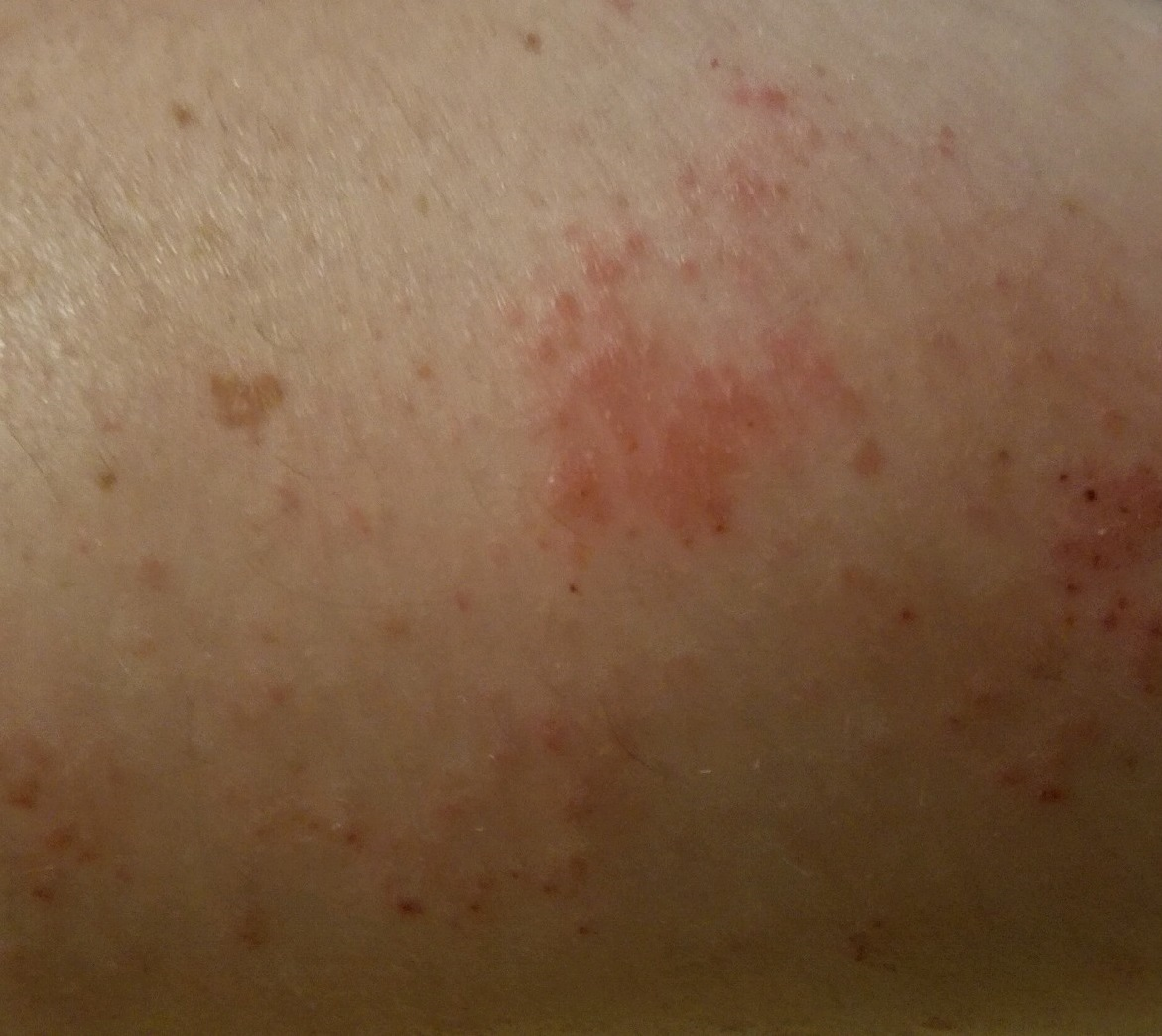

Sono presenti papule eritematose, desquamate, spesso concentrate in placche, più spesso distribuite agli arti inferiori e sulle superfici estensorie; lesioni ben delimitate, discoidi, costituite da vescicole confluenti, con tendenza alla trasudazione di siero e successiva formazione di escare (croste).

## Diagnosi
Basata solitamente sulle tipiche manifestazioni cliniche.

## Diagnosi Differenziale
- Dermatite da contatto (allergica o irritante)
- Micosi fungoide
- Psoriasi
- Pitiriasi rosea di Gibert
- Sifilide secondaria

## Altre cause
L'eczema nummulare può anche essere aggravato da stress e caffeina, che disidrata il corpo e quindi la pelle.

## Trattamento
Una delle chiavi del trattamento e prevenzione della dermatite nummulare consiste nell'adeguato mantenimento della idratazione della cute.  Le lesioni localizzate vengono generalmente trattate con preparati corticosteroidi a uso topico, in crema o gel, tre volte al giorno per due settimane. È meglio evitare di applicare tali preparati ad aree quali il volto, le ascelle o l'inguine. Per aumentare l'efficacia del trattamento locale prima del riposo notturno si applica una crema corticosteroidea con una medicazione occlusiva, ovvero coprendo la zona di applicazione con una pellicola di polietilene.
Nelle forme resistenti alle terapie topiche e nei casi di recidive, si può ricorrere alla terapia con luce ultravioletta B (UVB) oppure a psolareni orali più luce ultravioletta A (PUVA). In alcuni casi è richiesta la somministrazione orale di steroidi.
In questi casi il ciclo di terapia deve essere il più breve possibile. Quando si ricorre allo steroide orale una ragionevole dose di partenza è rappresentata da 40 mg di prednisone a giorni alterni. In casi selezionati di particolare gravità può essere utile il ricorso a bassi dosaggi di ciclosporina orale (da 3 a 5 mg/kg/die).
Non bisogna infine dimenticare di trattare tutte le infezioni secondarie (in genere il microrganismo più spesso coinvolto è lo Staphylococcus aureus) con antibiotici quali la dicloxacillina, la cefalexina, o, in pazienti allergici alla penicillina, l'eritromicina.

## Gestione dei pazienti e follow-up
I pazienti trattati con corticosteroidi orali debbono essere rivalutati dal medico di riferimento entro due settimane dall'inizio della terapia, onde valutare la risposta al trattamento ed eventuali effetti collaterali, quali l'atrofia cutanea.